# 黎巴嫩驻华大使馆
黎巴嫩共和国驻中华人民共和国大使馆（阿拉伯语：سفارة الجمهورية اللبنانية لدى جمهورية الصين الشعبية），简称黎巴嫩驻华大使馆，是黎巴嫩共和国在中华人民共和国的最高外交代表机构。馆址位于中国北京市朝阳区三里屯东六街10号。

## 历史沿革
1971年11月9日，黎巴嫩与中华人民共和国建交。1972年，黎巴嫩驻华大使馆在北京开馆。